# نعنای وحشی
نعنای وحشی، نعناع وحشی یا نعنای ذرتی (نام علمی: Mentha arvensis) نام یک گونه از سرده نعنا است. این گیاه بومی مناطق معتدل است.